# حلبة لاس فيغاس
```
حلبة لاس فيغاس
 
(
بالإنجليزية
: 
Las Vegas Street Circuit
)‏
 هي حلبة سباق مؤقتة 
لرياضة المحركات الآلية
 في شوارع مدينة 
لاس فيغاس
 في الولايات المتحدة الأمريكية. ويقام عليها منافسات سباق 
جائزة لاس فيغاس الكبرى
. 
[
1
]
[
2
]
```

## نبذة
خطط للمضمار لإقامة سباق جائزة لاس فيغاس الكبرى في محيط شوارع مدينة لاس فيغاس.  يمتد المضمار في اتجاه عكس عقارب الساعة بطول 3,803 ميل (6,120 كيلومتر) متضمنا 17 منعطف . 